# Afonso I av Matamba
Afonso I av Matamba, död 1742, var kung av Matamba mellan 1721 och 1742.